# AN/USQ-20

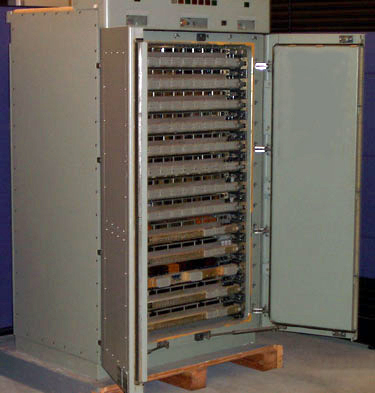
Ein AN/USQ-20-Rechner

Die AN/USQ-20, oder Naval Tactical Data System (NTDS), war ein Computersystem. Es löste das AN/USQ-17-System mit demselben Befehlssatz ab. Die Bundesmarine verwendete das System im Rahmen von SATIR erstmals auch auf einem Zerstörer. Die ersten 17 Computer wurden 1961 an die United States Navy ausgeliefert. Eine abgeänderte Version der AN/USQ-20, die durch das amerikanische Militär und durch die NASA verwendet wurden, wurde unter der Bezeichnung UNIVAC 1206 vertrieben. Eine Variante der AN/USQ-20 bezeichnet als G-40 wurde für das Bomarc-Raketenprogramm verwendet.
Das System hatte die Größe eines alten Kühlschrankes, etwa 1,8 Meter hoch.
Der Befehlssatz wurde mittels 30-Bit-Worten abgebildet:
| Instruktionswort | Instruktionswort | Instruktionswort | Instruktionswort | Instruktionswort | Instruktionswort | Instruktionswort  | Instruktionswort  | Instruktionswort  | Instruktionswort          | Instruktionswort          | Instruktionswort          | Instruktionswort     | Instruktionswort     | Instruktionswort     | Instruktionswort | Instruktionswort | Instruktionswort |
| ---------------- | ---------------- | ---------------- | ---------------- | ---------------- | ---------------- | ----------------- | ----------------- | ----------------- | ------------------------- | ------------------------- | ------------------------- | -------------------- | -------------------- | -------------------- | ---------------- | ---------------- | ---------------- |
| 1                | 2                | 3                | 4                | 5                | 6                | 7                 | 8                 | 9                 | 10                        | 11                        | 12                        | 13                   | 14                   | 15                   | 16               | ..               | 30               |
| Funktionscode    | Funktionscode    | Funktionscode    | Funktionscode    | Funktionscode    | Funktionscode    | Sprung- bedingung | Sprung- bedingung | Sprung- bedingung | Operanden- interpretation | Operanden- interpretation | Operanden- interpretation | Adress- modifikation | Adress- modifikation | Adress- modifikation | Basisadresse     | Basisadresse     | Basisadresse     |

Zahlen wurden mittels 30-Bit-Worten abgebildet. Der Speicher wurde mit 32.768 Wörtern Kernspeicher abgebildet.